# Brachioppiella nasalis
Brachioppiella nasalis är en kvalsterart som först beskrevs av Evans 1953.  Brachioppiella nasalis ingår i släktet Brachioppiella och familjen Oppiidae. Inga underarter finns listade.